# Бронштейн, Давид Ионович
Дави́д Ио́нович Бронште́йн (19 февраля 1924, Белая Церковь, Киевская губерния — 5 декабря 2006, Минск) — советский и российский шахматист, гроссмейстер (1950). Претендент на первенство мира (1951). Двукратный чемпион СССР — 1948 (разделил первое место с А. Котовым) и 1949 (разделил первое место со В. Смысловым). Шестикратный чемпион Москвы (1946, 1953, 1957, 1961, 1968 с Т. Петросяном, 1982 с Н. Рашковским). Победитель межзональных турниров в Сальтшёбадене (1948) и Гётеборге (1955).

## Биография
Родился в Белой Церкви в семье работника мукомольной промышленности Йохонона Берковича (Ионы Борисовича) Бронштейна (1895—1952) и Эстер-Малки Дувыдовны (Марии Давидовны) Аптекарь (1895—1967), которая заведовала женотделом районного партийного комитета. Отец, уроженец Ротмистровки, был членом Бунда, участником Первой мировой войны. В 1926 году семья 2-летнего Давида переехала в Бердянск, а в 1930 году — в Киев.
Воспитанник шахматной школы Киевского дворца пионеров, ученик Александра Константинопольского.
В 1935 году отца исключили из партии и разжаловали из уполномоченного Комитета по заготовкам сельскохозяйственной продукции и директора мельницы в рабочего той же мельницы на киевском Подоле. Он был арестован 31 декабря 1937 года как «враг народа» и осуждён на 7 лет лагерей. Давид мечтал стать математиком, но дорога в университет для него была закрыта. Спасаясь от нашествия фашистов, оказался на Кавказе, потом часто говорил, что его преследует удел скитальца.  Его не взяли в армию из-за сильной близорукости, но отправили строителем на восстановление разрушенного Сталинграда.
Шахматы, которые воспринимал как сферу искусства, стали главным делом жизни Бронштейна. Победил в межзональном турнире 1948 года в Сальтшёбадене, затем разделил с Болеславским первое место в турнире претендентов 1950 г. в Будапеште и победил Болеславского в дополнительном матче. Получил право бросить вызов Михаилу Ботвиннику. В 1951 году между ними состоялся матч в Москве. Это был первый матч, в котором Ботвинник отстаивал свой титул. Бронштейн вёл в матче после 22-й партии, но Ботвинник выиграл 23-ю партию белыми, а последняя 24-я закончилась вничью. Матч завершился вничью (12:12), и чемпион М.Ботвинник остался на троне.
Член символического клуба победителей чемпионов мира Михаила Чигорина с 25 марта 1951 года.
По оценке экспертов, Бронштейн — один из величайших и оригинальных шахматных игроков всех времён. По мнению В. Л. Корчного, именно Бронштейн глубже всех своих современников понимал шахматы.

Бронштейн (справа) с экс-чемпионом мира Максом Эйве за анализом шахматной партии на межзональном турнире в Ленинграде в 1973 году

Бронштейн внес значительный вклад в теорию дебютов (королевский гамбит и открытые дебюты, староиндийская защита, французская защита, защита Каро — Канн, голландская защита и т. д.). Творчество Бронштейна оказало и продолжает оказывать влияние на всех шахматистов, которые подходят к игре как к импровизации, как к творческому процессу с непредвиденным заранее результатом. Более высоких спортивных результатов (особенно в борьбе за первенство мира) Бронштейну мешало достичь отсутствие специфической «чемпионской злости», а также чрезмерная переоценка возможностей соперника (за которого Бронштейн нередко видел такие возможности, о которых соперник, особенно уступавший в классе, даже не подозревал).
Бронштейн — один из тех, кто способствовал реформации временного контроля в шахматах. С его лёгкой руки начались соревнования по быстрым шахматам. Бронштейн придумал идею поединка, при котором гроссмейстеры одновременно играют друг с другом несколько партий (и выиграл такой сеанс у гроссмейстера Е. А. Васюкова). Бронштейн развил и обогатил идею хронометража партий, впервые предложенную Б. М. Блюменфельдом.
Свободно разговаривал на нескольких европейских языках.
Бронштейн написал популярные книги о шахматах. Он автор настольной книги шахматистов всех времён и возрастов «Международный турнир гроссмейстеров» (о турнире претендентов в Цюрихе, 1953). Его перу принадлежат и другие книги, без которых трудно представить шахматное образование классного шахматиста: «200 открытых партий», «Самоучитель шахматной игры». «Давид против Голиафа» (в соавторстве с С. Воронковым) — о борьбе человеческого гения (в лице Бронштейна) против компьютерных программ. О творчестве Бронштейна написана книга Б. Вайнштейна «Импровизация в шахматном искусстве».
Всецело поглощённый шахматным творчеством, в быту Бронштейн, по отзывам современников, был на редкость непрактичным человеком. Коллеги-шахматисты говорили, что Бронштейн покупает подарки по такому принципу: вещь должна быть дорогой, бесполезной в быту и неудобной в транспортировке. В его двухкомнатной квартире на Арбате всегда царил беспорядок. По воспоминаниям последней жены, Татьяны Исааковны, обе комнаты были завалены книгами, старыми журналами, вырезками из газет, грудами каких-то документов. Когда Давид Ионович был один, ничего себе не готовил — пил только чай. Известен, впрочем, рецепт супа «от Бронштейна», описанный в его книге. Всё, что было в доме, бананы, помидоры, перец, он помещал в одну кастрюлю и варил. И неожиданно получилось вкусно.

## Личная жизнь
Д. И. Бронштейн был трижды женат.

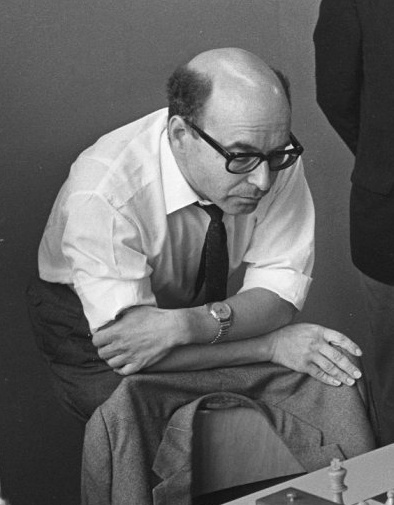
1968 год

В 1948 году он женился на шахматистке Ольге Игнатьевой (расстались в 1949 году, оформили развод в 1957 году). Сын — Лев Давидович Игнатьев (Бронштейн, род. 12 декабря 1947).
В 1961 году Давид Ионович женился на историке Марине Михайловне Давид (1932—1980).
В 1984 году он женился на дочери своего шахматного друга, гроссмейстера Исаака Болеславского, Татьяне, которая была младше его на 22 года и с которой он познакомился ещё в 1964 году, а впервые увидел, когда той было всего три года. Этот брак продолжался 23 года. Татьяна Исааковна Болеславская окончила Минскую консерваторию — искусствовед, доцент Белорусского государственного педагогического университета им. М. Танка. В 1990-е годы Бронштейн, получавший в России нищенскую пенсию, переехал жить к жене в Минск.
В последние годы жизни Бронштейн, по словам жены, уже ничего не делал — не хотел, ко всему утратил интерес. Немного привлекли его внимание события «оранжевой» революции в Киеве, за которыми он наблюдал по телевидению и случайно увидел дом, в котором прошло его детство. Ходил уже Бронштейн с трудом, плохо видел, у него развилась глаукома. Однако гроссмейстер принципиально не лечился и лекарств не принимал.
Скончался 5 декабря 2006 года в Минске от инсульта. В больнице врачи констатировали обширное кровоизлияние в мозг. Бронштейн находился в сознании, и даже мог говорить; перед смертью он часто повторял: «Я умру, и со мной умрёт целый пласт шахматной культуры».

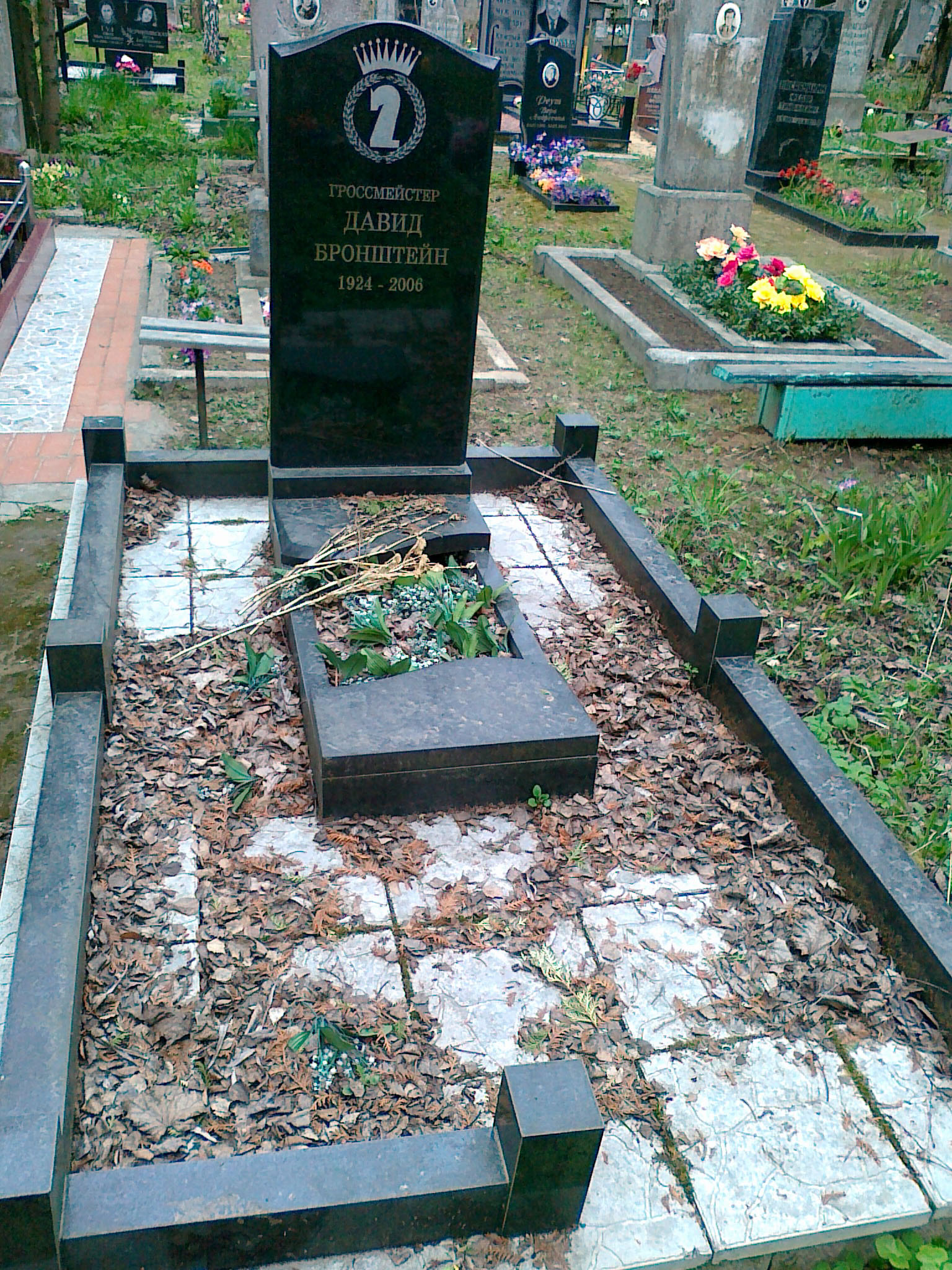
Могила Давида Бронштейна. Минск, Чижовское кладбище

Похоронен на Чижовском кладбище в Минске.

## Награды
- орден Трудового Красного Знамени (27.04.1957) — «за успехи, достигнутые в деле развития массового физкультурного движения в стране, повышения мастерства советских спортсменов, и успешное выступление на международных соревнованиях»

## Основные спортивные результаты
| Год     | Турнир                                    | Результат | Место |
| ------- | ----------------------------------------- | --------- | ----- |
| 1940    | 12-й чемпионат Украины                    | 11½ из 17 | 2     |
| 1944    | 13-й чемпионат СССР                       | 6½ из 16  | 15    |
| 1945    | 14-й чемпионат СССР                       | 10 из 17  | 3     |
|         | Радиоматч СССР — США (10 доска)           | 2 из 2    |       |
| 1946    | Чемпионат Москвы                          | 11½ из 15 | 1     |
|         | Радиоматч СССР — Великобритания (7 доска) | 1 из 2    |       |
|         | Матч-турнир Москва — Прага                | 10½ из 12 |       |
| 1947    | Чемпионат Москвы                          | 9 из 14   | 1-3   |
|         | 15-й чемпионат СССР                       | 11 из 19  | 6     |
| 1948    | Межзональный турнир                       | 13½ из 19 | 1     |
| 1948    | 16-й чемпионат СССР                       | 12 из 18  | 1-2   |
| 1949    | 17-й чемпионат СССР                       | 13 из 19  | 1-2   |
| 1950    | Турнир претендентов                       | 12 из 18  | 1-2   |
|         | Матч с И. Болеславским                    | 7½ : 6½   |       |
| 1951    | Матч на первенство мира с М. Ботвинником  | 12 : 12   |       |
|         | 19-й чемпионат СССР                       | 9½ из 17  | 6-8   |
| 1952    | 20-й чемпионат СССР                       | 10½ из 19 | 7-9   |
| 1953    | Турнир претендентов                       | 16 из 28  | 2-4   |
|         | Чемпионат Москвы                          | 12½ из 15 | 1     |
| 1953-54 | Гастингс                                  | 6½ из 9   | 1-2   |
| 1954    | Белград                                   | 13½ из 19 | 1     |
| 1955    | Межзональный турнир                       | 15 из 20  | 1     |
| 1956    | Турнир претендентов                       | 9½ из 18  | 3-7   |
| 1957    | 24-й чемпионат СССР                       | 13½ из 21 | 2-3   |
|         | Чемпионат Москвы                          | 10½ из 12 | 1     |
|         | Гота                                      |           | 1     |
| 1958    | 25-й чемпионат СССР                       | 11½ из 18 | 3     |
|         | Межзональный турнир                       | 11½ из 20 | 7-11  |
| 1959    | 26-й чемпионат СССР                       | 9 из 19   | 12-13 |
|         | Москва                                    | 7 из 11   | 1-3   |
|         | Чемпионат Москвы                          | 10 из 15  | 3     |
| 1960    | 27-й чемпионат СССР                       | 9 из 19   | 12-13 |
| 1960    | Мар-дель-Плата                            | 11½ из 15 | 3     |
| 1961    | 28-й чемпионат СССР                       | 9 из 19   | 12-13 |
|         | Мемориал Мароци (Будапешт)                | 9½ из 15  | 2-3   |
|         | Чемпионат Москвы                          | 11½ из 17 | 1-2   |
|         | Матч с Л. Шамковичем на первенство Москвы | 3½ : 2½   |       |
|         | 29-й чемпионат СССР                       | 12½ из 20 | 3     |
| 1962    | Москва                                    | 9 из 15   | 3-6   |
| 1963    | Бевервейк                                 | 11½ из 17 | 2     |
|         | Мишкольц                                  |           | 2     |
|         | 31-й чемпионат СССР                       | 11½ из 19 | 4-6   |
| 1964    | Межзональный турнир                       | 16 из 23  | 6     |
| 1964-65 | 32-й чемпионат СССР                       | 13 из 19  | 2     |
| 1965    | 33-й чемпионат СССР                       | 9½ из 19  | 9     |
| 1966    | Мемориал Асталоша (Сомбатхей)             | 11½ из 15 | 1-2   |
| 1966-67 | 34-й чемпионат СССР                       | 10½ из 20 | 8-9   |
| 1968    | Чемпионат Москвы                          | 10½ из 15 | 1-2   |
|         | Амстердам                                 |           | 2     |
|         | Мемориал Ласкера (Берлин)                 |           | 1-2   |
| 1971    | Сараево                                   | 9 из 15   | 1-3   |
|         | 39-й чемпионат СССР                       | 11½ из 21 | 7-8   |
|         | Мемориал Алехина (Москва)                 | 9 из 17   | 8-10  |
| 1972    | 40-й чемпионат СССР                       | 9½ из 21  | 13-16 |
| 1973    | Межзональный турнир (Петрополис)          | 10½ из 17 | 6     |
| 1974    | Сан-Хосе                                  |           | 1     |
| 1975    | 43-й чемпионат СССР                       | 7½ из 15  | 9-10  |
| 1975-76 | Гастингс                                  | 10 из 15  | 1-3   |
| 1976    | Сандомеж                                  |           | 1     |
| 1977    | Будапешт                                  | 11 из 16  | 1     |
| 1978    | Юрмала                                    | 10 из 15  | 1     |
| 1982    | Чемпионат Москвы                          | 11½ из 17 | 1-2   |
|         | Панчево                                   |           | 2-4   |

## Изменения рейтинга
| График не отображается по техническим причинам. Чтобы исправить это, воспроизведите график в новом формате, если это возможно. |

## Книги
- Международный турнир гроссмейстеров : Комментарии к партиям турнира претендентов на матч с чемпионом мира. Нейгаузен — Цюрих, 29 августа — 24 октября 1953 г. — Москва : Физкультура и спорт, 1956. — 436 с (2-е изд. 1960; 3-е изд. 1983)
- 200 открытых партий. — Москва : Физкультура и спорт, 1970. 248 с.
- Прекрасный и яростный мир : (Субъективные заметки о современных шахматах). — Москва : Знание, 1977. — 112 с, 8 л. ил. В соавторстве с Г. Л. Смоляном. (Доп. тираж 1978)
- Самоучитель шахматной игры. — Москва : Физкультура и спорт, 1980. — 248 с (2-е изд. 1987)
- Ученик чародея. — Москва : Рипол Классик, 2004. — 415 с, [8] л. ил. (Искусство шахмат). ISBN 5-7905-2667-5. В соавторстве с Т. Фюрстенбергом.
- Давид против Голиафа. — Москва : Рипол Классик. 2003. С. 525. ISBN 978-5-7905-1648-1. В соавторстве с С. Б. Воронковым.